# 二苯基镁
二苯基镁是一种金属有机化合物，化学式为Mg(C6H5)2，它在标准状况下是无色固体。它可由镁和二苯基汞反应得到。
Mg + Hg(C6H5)2 → Mg(C6H5)2 + Hg
它和二甲基镁有如下可逆反应：
Mg(C6H5)2 + Mg(CH3)2 ⇌ CH3MgC6H5
而和氯化镁之间的可逆反应，在乙醚溶剂中倾向于正向（化合）反应，而在四氢呋喃中倾向于逆向（分解）反应：
Mg(C6H5)2 + MgCl2 ⇌ C6H5MgCl